# Langues tor-kwerba
Les langues tor-kwerba sont une proposition de famille de langues papoues parlées en Indonésie, dans le nord-est de la province de Papouasie.

## Classification
Malcolm Ross (2005) proposition de rassembler les langues tor-orya et kwerba dans une même famille qu'il intitule orya-mawes-tor-kwerba. Haspelmath, Hammarström, Forkel et Bank s'accordent avec Ross sur le constat que la comparaison des pronoms personnels exclut ces langues de la famille de trans-nouvelle-guinée, mais ils estiment que les familles composant le tor-kwerba ne sont pas apparentées.

## Liste des langues
Les langues incluses par Ross dans le groupe tor-kwerba sont
- langues tor-orya
- langues kwerba
- mawes

## Sources
- (en) Malcolm Ross, 2005, Pronouns as a preliminary diagnostic for grouping Papuan languages, dans Andrew Pawley, Robert Attenborough, Robin Hide, Jack Golson (éditeurs) Papuan pasts: cultural, linguistic and biological histories of Papuan-speaking peoples, Canberra, Pacific Linguistics. p. 15–66.